# Skelettsmärta
Skelettsmärta eller ostealgi (latin: ostealgia, osteodynia, dolores osteocopi) , är smärta från skelettet. Det uppkommer till följd av ett flertal olika sjukdomar eller tillstånd. Skelettsmärta tillhör en grupp av djup, somatisk smärta som vanligen upplevs som molande värk som är svår att lokalisera. Detta i motsats till smärta som utlöses av smärtreceptorer i exempelvis huden. Det kan ha flera möjliga orsaker, allt från stressfraktur till skelettcancer eller D-vitaminbrist.
Det har länge varit känt att skelettet har sensoriska nervceller. Dessas anatomi har emellertid varit ofullständigt förstådd, eftersom skelett och nervvävnad har så olikartade egenskaper. Mer nyligen har det börjat stå klart vilket slags nerver som finns i skelett. Benhinnan är mycket smärtkänslig, och en vanlig orsak till smärta vid tillstånd som fraktur, artros, med mera. Dock är det nervceller i bindvävshinnan i den inre delen av benet (endosteum) och Haverska kanalen som orsakar skelettsmärta vid vissa sjukdomar som benvävsuppmjukning, benvävsdöd, och andra bensjukdomar. Med andra ord finns flera typer av skelettsmärta, med flera möjliga källor och ursprung.